# Baluarte Velho do Funchal
O chamado Baluarte Velho do Funchal localizava-se no centro histórico da cidade do Funchal, na ilha da Madeira, Região Autónoma da Madeira.
Constituiu-se na primeira estrutura de fortificação do arquipélago e foi sucedida, na segunda metade do século XVI, pela Fortaleza-Palácio de São Lourenço.

## História

### Antecedentes
A fortificação das ilhas atlânticas portuguesas foi tardia, se comparada com a do Norte de África, e obedeceu às alterações do cenário geoestratégico no Atlântico Norte no século XVI, com o ingresso de novos atores além das Coroas de Portugal e da Espanha.
Desde o início da colonização da Madeira, as sedes das duas principais capitanias – Funchal e Machico –, constituíram-se em importantes centros de comércio e navegação, predominando a primeira pela excelência do seu porto. Por essa razão, o segundo capitão do donatário do Funchal, João Gonçalves da Câmara (1467-1501), sucessor do primeiro donatário, seu pai (1450-1467), João Gonçalves da Câmara, ciente dos riscos e prejuízos incorridos em alto mar pelas embarcações portuguesas, e temendo qualquer assalto à povoação florescente, solicitou à Infanta D. Beatriz, tutora de seu filho D. Diogo e administradora do mestrado da Ordem de Cristo, que se fizesse uma fortaleza para defesa do porto. A Infanta, entretanto, pretextando as muitas despesas havidas, foi adiando a obra.
Posteriormente, o 5º duque de Viseu (futuro Manuel I de Portugal), em 21 de junho de 1493 determinou que se fizesse "çerca e muros nesta villa do Funchall (...) antre a Ribeyra De Sam Francisco E De Santa Luçia E que chegue Junto cõ ho mar E que Deve ser de Gramdeza ao menos tamanha como Setuvall", prometendo que, depois desta concluída, se passaria a erguer idêntica fortificação na vila de Machico.
Entretanto, o donatário renovou, em 1494, o pedido de autorização para a edificação de uma cerca, muros e um baluarte com uma torre junto à sua residência, no local então denominado como "Altinho das Fontes", junto ao mar, onde brotavam as chamadas "Fontes de João Diniz".

### O baluarte velho
Apenas em 1513, à época do terceiro Capitão-donatário, Simão Gonçalves da Câmara, o Magnífico (1501-1530), é que se iniciaram os trabalhos de fortificação, com as obras do "mestre das obras reais", João de Cáceres. Embora uma historiografia tradicional admita que essas obras tiveram início imediato - o que supostamente seria corroborado pela existência de um monumental brasão de armas em cantaria regional de grande dimensão, aposto sobre o torreão da atual Fortaleza-Palácio de São Lourenço a Sudeste (possívelmente posterior, uma vez que D. João III também utilizou as mesmas armas) -, a sua conclusão só viria a ocorrer no reinado de João III de Portugal (1521-1557).
Em 1528, uma embarcação de Biscaia atacou duas outras que carregavam açúcar no porto do Funchal. Diante desse fato, a Câmara solicitou ao soberano que fizesse erguer uma fortificação, queixando-se de que nada havia para a defesa do porto.
Em resposta, no ano seguinte (1529), o soberano indicou que se deveria escolher o sítio nos limites da cidade, ou na praia de Santa Catarina ou no extremo oposto, no cabo do Calhau (hoje Santiago), e que o seu custo deveria ser suportado pelo imposto sobre as carnes e os couros, até então empregue em melhoramentos na cidade do Funchal. A construção era definida em linhas como como "…um baluarte com torre", sendo a última erguida onde o capitão achasse melhor. Nesse mesmo ano, remeteu de Lisboa um conjunto de peças de artilharia de grosso calibre, para a defesa do porto enquanto a fortificação era erguida o que, no entanto, não ocorreu de imediato, também não tendo sendo remetidos os competentes artilheiros para manejá-las.
As obras, a cargo do mestre de pedraria Estevão Gomes, estariam concluídas em fins de 1540 e inícios de 1541, abrangendo o período do quarto Capitão-donatário, João Gonçalves da Câmara (1530-1536) e do quinto, Simão Gonçalves da Câmara (1536-1580). No mesmo período foi nomeado um condestável para a fortificação.
Com o aumento no movimento do porto, entretanto, em duas décadas essa defesa mostrava-se insuficiente, conforme o demonstrou o assalto ao Funchal pelo corsário francês Pierre Bertrand de Montluc (3 de outubro de 1566). O desembarque registou-se na praia Formosa, tendo o cronista Gaspar Frutuoso registado:
"(…) Francisco Gonçalves de Câmara com mais trezentos homens da terra e das naus estavam recolhidos à Fortaleza, e muitas mulheres honradas da cidade com eles. (…)."
E referindo a posição dos atacantes numa casa fronteira à muralha Norte:
" (…) e, porque daqui varejassem bem o cubelo e as mais partes do forte, tiveram lugar de subirem muitos franceses sobre o muro, que não era mais alto que doze palmos por aquela parte d'além da porta do baluarte, o qual é a banda do Norte: e como foram dentro ou em cima do andar do muro, puderam bem atirar de arcabuzadas aos que estavam com as peças de artilharia guardando a entrada da Fortaleza (…)."
Esse episódio deu lugar a uma revisão do plano defensivo das ilhas atlânticas, sendo nomeado como novo Mestre das Obras Reais na Madeira, o arquiteto militar Mateus Fernandes (III), descendente de Mateus Fernandes, arquiteto do Mosteiro da Batalha. Este profissional recebeu da Provedoria das Obras de Lisboa, já no início de 1567, diversas indicações e, em março, a visita de um grupo de arquitetos italianos - Pompeo Arditi e Tommaso Benedetto -, que lhe trouxeram o primeiro "Regimento das Fortificações para o Funchal", renovado posteriormente em 1572.
O antigo baluarte seria também reavaliado e acrescentado nos anos seguintes.

## Características
A fortificação constava de uma torre de planta semi-oval, ostentando as Armas Reais, articulada com uma muralha que corria sobre o chamado "Altinho das Fontes" de João Dinis, que envolvia as casas do capitão. Ao lado das fontes de João Dinis, erguia-se um torreão-cisterna que, flanqueando a muralha, protegia a aguada das embarcações e da população na praia do Funchal.
Estava artilhada com um potente conjunto de peças de bronze pelo lado voltado para o mar, remetidas de Lisboa ainda em 1529. Pelo lado de terra, a defesa constituía-se apenas de um muro de terra apiloada que, de acordo com o cronista Gaspar Frutuoso, não tinha mais do que doze palmos de terra.